# Guntars Sietiņš
Guntars Sietiņš (geboren am 23. Oktober 1962 in Kuldīga) ist ein lettischer Grafiker, Medailleur und Hochschullehrer.

## Werdegang

Lettische Kursmünze zu 2 Euro (seit 2014)

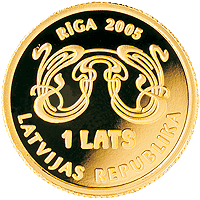
Goldmünze "Jugendstil" zu 1 Lats (2005, Rückseite)

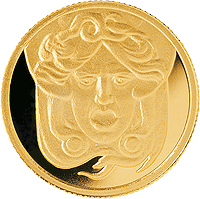
Goldmünze "Jugendstil" (2005, Bildseite)

Guntars Sietiņš studierte nach dem Abschluss der Kunstgewerbeschule Riga von 1982 bis 1988 bildende Kunst an der Kunstakademie der Lettischen SSR. Während seines Studiums erlernte er die Technik des Mezzotinto, die bis heute ein wesentliches Element seines grafischen Werks ist. In seinen Grafiken erscheinen immer wieder Sphären mit reflektierenden Oberflächen, in denen Sietiņš sowohl die gespiegelte Umgebung der Kugeln als auch fiktive Elemente darstellt. Ein Schwerpunkt seiner Arbeit sind Buchillustrationen.
Sietiņš hat mehrere Münzen für die Latvijas Banka entworfen. Sein auch außerhalb Lettlands bekanntester Entwurf ist die Bildseite der lettischen Euromünzen zu 1 Euro und 2 Euro mit dem Porträt einer Lettin in Landestracht. Das Porträt von Zelma Brauere war ursprünglich von Rihards Zariņš als Allegorie Lettlands entworfen worden. Es war bereits von 1929 bis 1932 auf einer Münze zu 5 Lats abgebildet.
1997 wurde Sietiņš Lehrer an der Kunstakademie Lettlands. Seit 1999 leitet er die Fakultät für Design, seit 2004 ist er Professor.

## Werke (Auswahl)

### Grafik
- Dzīvības koks (Lebensbaum, Diplomarbeit, Mezzotinto, 1988);

### Buchillustrationen
- Anita Vanaga (Hrsg.): Latvijas grafika. 100 autori, attēli, gadi (deutsch: Lettische Grafik. 100 Autoren, Bilder, Jahre). Nacionālais Apgāds, Riga 2003, ISBN 9984-26-077-1;
- Ieva Rupenheite: Melnas krelles (deutsch: Schwarze Perlen, Gedichtband). Neputns, Riga 2007, ISBN 978-9984-807-09-6;
- Zenta Ērgle: Pāri gadiem bērnības zemē (deutsch: Über die Jahre der Kindheit). Apgāds Zelta Grauds, Riga 2010, ISBN 978-9984-9863-4-0;
- Ilmārs Blumbergs: Es nemiršu (deutsch: Ich werde nicht sterben). Ausstellungskatalog, mit Texten von Anita Vanaga. Izdevējs AV, Riga 2013, ISBN 978-9984-49-859-1.

### Numismatik
- Goldmünze zu 1 Lats, Thema "Jugendstil" (2005);
- Silbermünze zu 1 Lats zum 90. Jahrestag der Universität Lettlands (2009);
- Silbermünze zu 1 Lats anlässlich des 275-jährigen Bestehens von Schloss Rundāle (2011);
- Bildseiten der lettischen Kursmünzen zu 1 Euro und 2 Euro (seit 2014).

## Ausstellungen
Sietiņš stellt seit 1996 öffentlich aus, seine Werke wurden in mehr als 20 Einzelausstellungen in Lettland, Europa und Übersee gezeigt.
- Guntars Sietiņš. Riņķa kvadratūra, Einzelausstellung im Lettischen Nationalen Kunstmuseum, 18. März bis 30. April 2017.[3]

## Auszeichnungen
- Goldmedaille der Sowjetischen Akademie der Künste für seine Diplomarbeit Dzīvības koks (Mezzotinto, 1988).[1]